# Marius Klumperbeek
Marius Pieter Louis Klumperbeek (ur. 7 sierpnia 1938 w Batawii) – holenderski wioślarz (sternik), brązowy medalista olimpijski.
Urodził się w dzisiejszej stolicy Indonezji. Wystąpił w czwórkach ze sternikiem na igrzyskach olimpijskich w Rzymie w 1960. Osada holenderska odpadła tam w półfinałach. Na rozgrywanych cztery lata później igrzyskach olimpijskich w Tokio Holendrzy w składzie: Lex Mullink, Jan van de Graaff, Freek van de Graaff, Marius Klumperbeek i Bobbie van de Graaf (sternik) zajęli trzecie miejsce w czwórkach ze sternikiem. Uplasowali się o 6,02 sekundy za Wspólną Reprezentacją Niemiec i 3,62 sekundy za Włochami. Był to jego jedyny start olimpijski.